# Veslanje na Poletnih olimpijskih igrah 1936
Veslanje na Poletnih olimpijskih igrah 1936 je obsegalo sedem disciplin v moški kategoriji. Tekme so se odvijale med 11. avgustom in 14. avgustom 1936.

## Pregled medalj
| Dogodek               | Zlato | Srebro | Bron |
| Enojec                | Gustav Schäfer Nemčija | Josef Hasenöhrl Avstrija | Daniel Barrow ZDA |
| Dvojni dvojec         | Združeno kraljestvo Jack Beresford Dick Southwood                                                                                       | Nemčija Willi Kaidel Joachim Pirsch | Poljska Roger Verey Jerzy Ustupski |
| Dvojec brez krmarja   | Nemčija Willi Eichhorn Hugo Strauß | Danska Harry Larsen Peter Olsen | Argentina Horacio Podestá Julio Curatella |
| Dvojec s krmarjem     | Nemčija Gerhard Gustmann Herbert Adamski Dieter Arend                                                                                   | Italija Almiro Bergamo Guido Santin Luciano Negrini | Francija · Marceau Fourcade · Georges Tapie · Noël Vandernotte                                                                                |
| Četverec brez krmarja | Nemčija Rudolf Eckstein Anton Rom Martin Karl Wilhelm Menne                                                                             | Združeno kraljestvo Thomas Bristow Alan Barrett Peter Jackson John Sturrock                                                                            | Švica Hermann Betschart Hans Homberger Alex Homberger Karl Schmid                                                                             |
| Četverec s krmarjem   | Nemčija Hans Maier Walter Volle Ernst Gaber Paul Söllner Fritz Bauer                                                                    | Švica Hermann Betschart Hans Homberger Alex Homberger Karl Schmid Rolf Spring                                                                          | Francija · Fernand Vandernotte · Marcel Vandernotte · Marcel Cosmat · Marcel Chauvigné · Noël Vandernotte                                     |
| Osmerec               | ZDA · Herbert Morris · Charles Day · Gordon Adam · John White · James McMillin · George Hunt · Joseph Rantz · Donald Hume · Robert Moch | Italija Guglielmo Del Bimbo Dino Barsotti Oreste Grossi Enzo Bartolini Mario Checcacci Dante Secchi Ottorino Quaglierini Enrico Garzelli Cesare Milani | Nemčija Alfred Rieck Helmut Radach Hans Kuschke Heinz Kaufmann Gerd Völs Werner Loeckle Hans-Joachim Hannemann Herbert Schmidt Wilhelm Mahlow |

## Države udeleženke
Na igrah je nastopilo 313 veslačev iz 24 držav:
- Argentina - 3
- Avstralija - 12
- Avstrija - 9
- Belgija - 7
- Brazilija - 21
- Kanada - 10
- Češkoslovaška - 17
- Danska - 16
- Estonija - 1
- Francija - 19
- Nemčija - 26
- Združeno kraljestvo - 18
- Madžarska - 23
- Italija - 22
- Japonska - 16
- Nizozemska - 11
- Norveška - 1
- Poljska - 11
- Južna Afrika - 1
- Švedska - 5
- Švica - 16
- ZDA - 26
- Urugvaj - 8
- Kraljevina Jugoslavija - 14

## Razporeditev medalj
| Mesto | Država              | Zlato | Srebro | Bron | Skupaj |
| 1     | Nemčija             | 5     | 1      | 1    | 7      |
| 2     | Združeno kraljestvo | 1     | 1      | 0    | 2      |
| 3     | ZDA                 | 1     | 0      | 1    | 3      |
| 4     | Italija             | 0     | 2      | 0    | 2      |
| 5     | Švica               | 0     | 1      | 1    | 2      |
| 6     | Danska              | 0     | 1      | 0    | 1      |
| 6     | Avstrija            | 0     | 1      | 0    | 1      |
| 8     | Francija            | 0     | 0      | 2    | 2      |
| 9     | Poljska             | 0     | 0      | 1    | 1      |
| 9     | Argentina           | 0     | 0      | 1    | 1      |